# Лепетюха Василь Васильович
Васи́ль Васи́льович Лепетю́ха (нар. 27 березня 1960 — пом. 28 серпня 2014) — молодший сержант Збройних сил України, учасник російсько-української війни.

## Короткий життєпис
Народився 1960 року на хуторі Грядка села Великий Вистороп Лебединського району Сумської області. Ріс в багатодітній родині, був дев'ятою дитиною. Згодом його мама померла. Після навчання в школі вступив до Харківського автотранспортного технікуму, після закінчення якого залишився працювати в Харкові. Пройшов на строкову службу. В Харкові зустрів свою кохану Валентину.
В часі війни призваний за мобілізацією, від 1 серпня 2014 року — командир відділення 92-ї окремої механізованої бригади, псевдо «Дєд».
28 серпня 2014 року ротно-тактична група рухалась у район Старобешевого з метою деблокування українських підрозділів в Іловайську. За 5 км на схід від міста Комсомольське (Донецька область) о 4-й ранку колона потрапила під масований обстріл російських військ з РСЗВ «Град», мінометів і танків та під вогонь ДРГ терористів. Руслан Батраченко, Юрій Безщотний, Бризгайло Сергій, Антон Бутирін, Андрій Деребченко, Олександр Карасик, Олександр Карпенко, Ігор Романцов, Сергій Чорний.
16 вересня 2014-го пошуковцями вивезено 8 тіл загиблих з братської могили неподалік с. Новозар'ївка. Упізнаний за даними ДНК експертизи. Похований 6 березня 2015 р. на кладовищі села Подвірки, Дергачівський район.
Без Василя лишилися дружина, син Олександр, брат Микола.

## Нагороди та вшанування
За особисту мужність і героїзм, виявлені у захисті державного суверенітету та територіальної цілісності України, вірність військовій присязі під час російсько-української війни, відзначений — нагороджений:
- 17 липня 2015 року — орденом «За мужність» III ступеня (посмертно)[3].
- Його портрет розміщений на меморіалі «Стіна пам'яті полеглих за Україну» у Києві: секція 3, ряд 5, місце 22
- Вшановується 28 серпня на щоденному ранковому церемоніалі вшанування українських захисників, які загинули цього дня у різні роки внаслідок російської збройної агресії[4]
- Іловайський Хрест (посмертно)